# Cis cornutus
Cis cornutus är en skalbaggsart som beskrevs av Willis Blatchley 1910. Cis cornutus ingår i släktet Cis och familjen trädsvampborrare. Inga underarter finns listade i Catalogue of Life.